# Pleasant Valley (Nevada)
Pleasant Valley es un área no incorporada ubicada en el condado de Washoe en el estado estadounidense de Nevada.

## Geografía
Pleasant Valley se encuentra ubicado en las coordenadas 39°28′5″N 119°46′28″O / 39.46806, -119.77444.